# Trypanosoma carassi
Trypanosoma carassi lub Trypanosoma carassii – kinetoplastyd z rodziny świdrowców należący do królestwa protista.
Pasożytuje w osoczu krwi ryb słodkowodnych takich jak: karaś pospolity (Carassius carassius), karp (Cyprinus carpio), szczupak pospolity (Esox lucius), Oreoleuciscus pewzowi, Oreoleuciscus humilis, Oreoleuciscus potanini, lin (Tinca tinca).
Występuje na terenie Azji i Europy.